# Esperance Airport
Esperance Airport är en flygplats i Australien. Den ligger i kommunen Esperance Shire och delstaten Western Australia, omkring 590 kilometer öster om delstatshuvudstaden Perth.
Trakten runt Esperance Airport är nära nog obefolkad, med mindre än två invånare per kvadratkilometer.. Närmaste större samhälle är Nulsen, omkring 20 kilometer söder om Esperance Airport. 
I omgivningarna runt Esperance Airport växer huvudsakligen savannskog. Genomsnittlig årsnederbörd är 649 millimeter. Den regnigaste månaden är juli, med i genomsnitt 85 mm nederbörd, och den torraste är februari, med 14 mm nederbörd.